# Coronigoniella rohweri
Coronigoniella rohweri är en insektsart som beskrevs av Young 1977. Coronigoniella rohweri ingår i släktet Coronigoniella och familjen dvärgstritar. Inga underarter finns listade i Catalogue of Life.